# Черченский человек

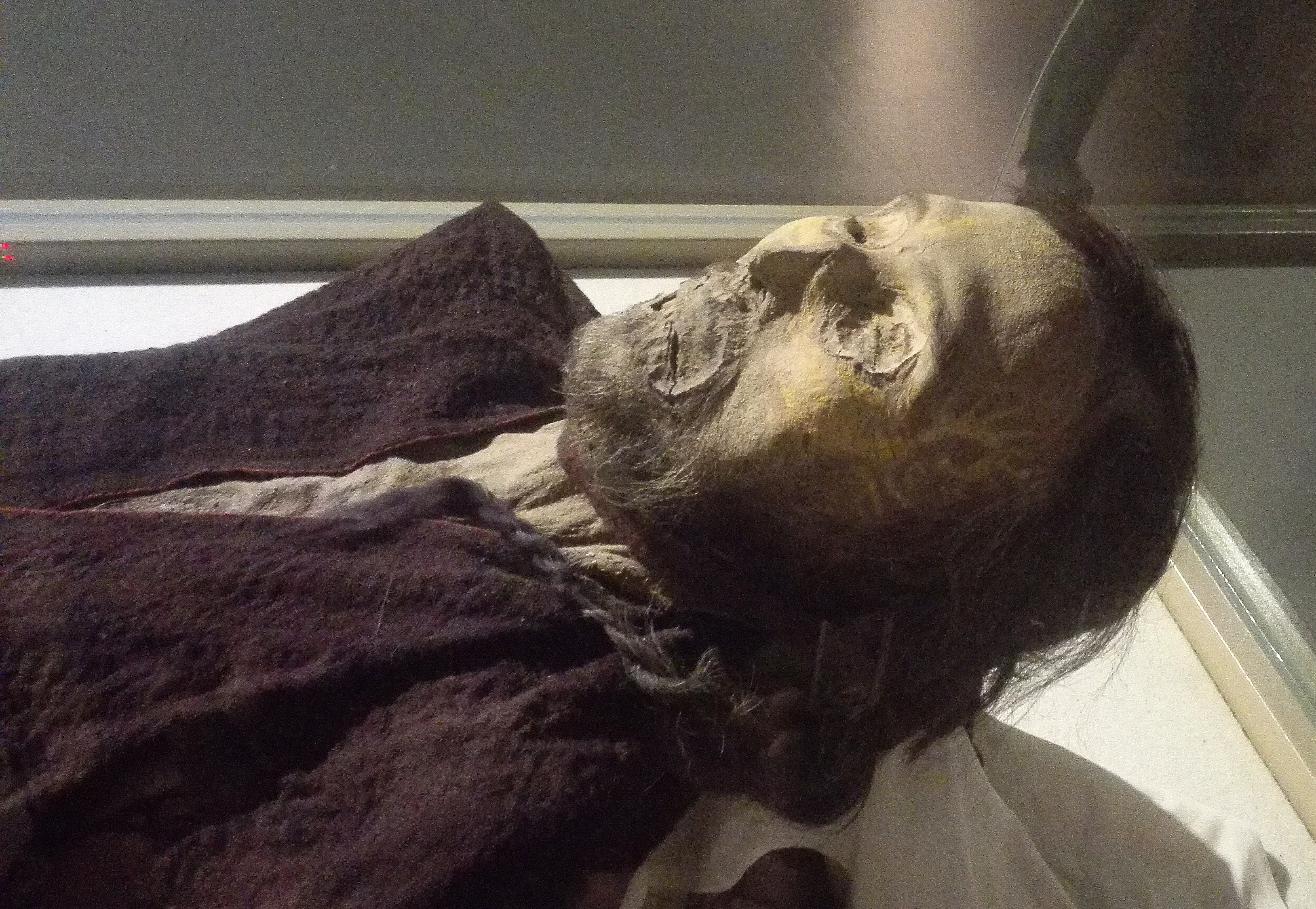
Черченский человек

Мумия Черченского человека — мумия мужчины со светлой кожей и седыми волосами. Ростом около 2 метров. Своё имя она получила по названию города Черчен, в окрестностях которого её нашли. По оценкам учёных — это самая лучшая сохранённая мумия во всём мире.
Черченский человек жил примерно 3000 лет назад. На момент смерти ему было около 50 лет. Он носил цветастые халаты и штаны. Лицо покрыто татуировками. Археологи предложили, что он был вождём своего племени, ведь рядом с ним были похоронены 10 разных головных уборов, седло, лошадиный череп и копыта. С помощью этих находок узнали, что люди уже тогда передвигались на лошадях и преодолевали большие расстояния.
Рядом с Черченским человеком было найдено три женщины, которые были тоже высокими, около 180 сантиметров каждая, похороненные в одежде той же цветовой гаммы, что и мужчина. Их волосы заплетены в косы, головы украшены затейливыми уборами. Также в могиле нашли мумию трёхмесячного ребёнка, укутанного в саван. Младенец лежал на овечьей подушке, а на его глазах лежали синие камни. Рядом с ним была обнаружена бутылочка из рога животного с соской из овечьего вымени. На коже были найдены следы масла, которым натёрли ребёнка перед погребением.